# Michael Essien
Michael Kojo Essien (Accra, 3 dicembre 1982) è un allenatore di calcio ed ex calciatore ghanese con passaporto britannico, di ruolo centrocampista, assistente tecnico del Nordsjælland.

## Caratteristiche tecniche
Dopo aver iniziato la carriera come difensore, sia centrale sia di fascia, ha iniziato a giocare come mediano ma poteva giocare anche come interno di centrocampo. Era un giocatore con notevole forza fisica, che gli ha valso il soprannome di "Bisonte", e capace anche di creare occasioni da gol.
Nel 2001 è stato inserito nella lista dei migliori calciatori stilata da Don Balón.

## Carriera

### Club

#### Inizi in Ghana e Bastia
Inizia a giocare in patria con il Liberty Professionals e, dopo un provino fallito con il Manchester United, nel luglio del 2000 è messo sotto contratto dal Bastia, squadra del campionato francese con cui gioca in varie posizioni prima di assumere la collocazione di centrocampista centrale. Nel 2002-2003 realizza 6 gol in campionato, contribuendo alla qualificazione del Bastia in Coppa UEFA.

#### Lione
Nel 2003 si trasferisce al Lione per 7,8 milioni di euro, vincendo due campionati francesi consecutivi (2004 e 2005) e altrettante Supercoppe di Francia.

#### Chelsea
Nell'estate 2005 è stato acquistato dal Chelsea di Roman Abramovich, che riesce a portarlo a Londra pagando ai francesi una somma di 24,4 milioni di sterline (38 milioni di euro) che lo rendono il calciatore africano più pagato. Nella prima stagione con il Chelsea ha vinto la Premier League. Nell'annata seguente ha vinto la Coppa di Lega nel marzo 2007 e giungendo terzo nella graduatoria del Calciatore africano dell'anno 2006, alle spalle di Samuel Eto'o e Didier Drogba, suo compagno al Chelsea.
Dopo l'infortunio accusato con la Nazionale ghanese all'inizio della stagione 2008-2009, ritorna in campo il 10 marzo 2009 nel ritorno degli ottavi di finale della UEFA Champions League 2008-2009 contro la Juventus (2-2), segnando anche il gol del momentaneo 1-1. Durante la partita di ritorno della semifinale di Champions League disputata contro il Barcellona si rende protagonista segnando il gol del vantaggio; la partita finirà 1-1, e vedrà così i catalani andare in finale per via della regola dei goal fuori casa. A fine maggio vince la FA Cup.

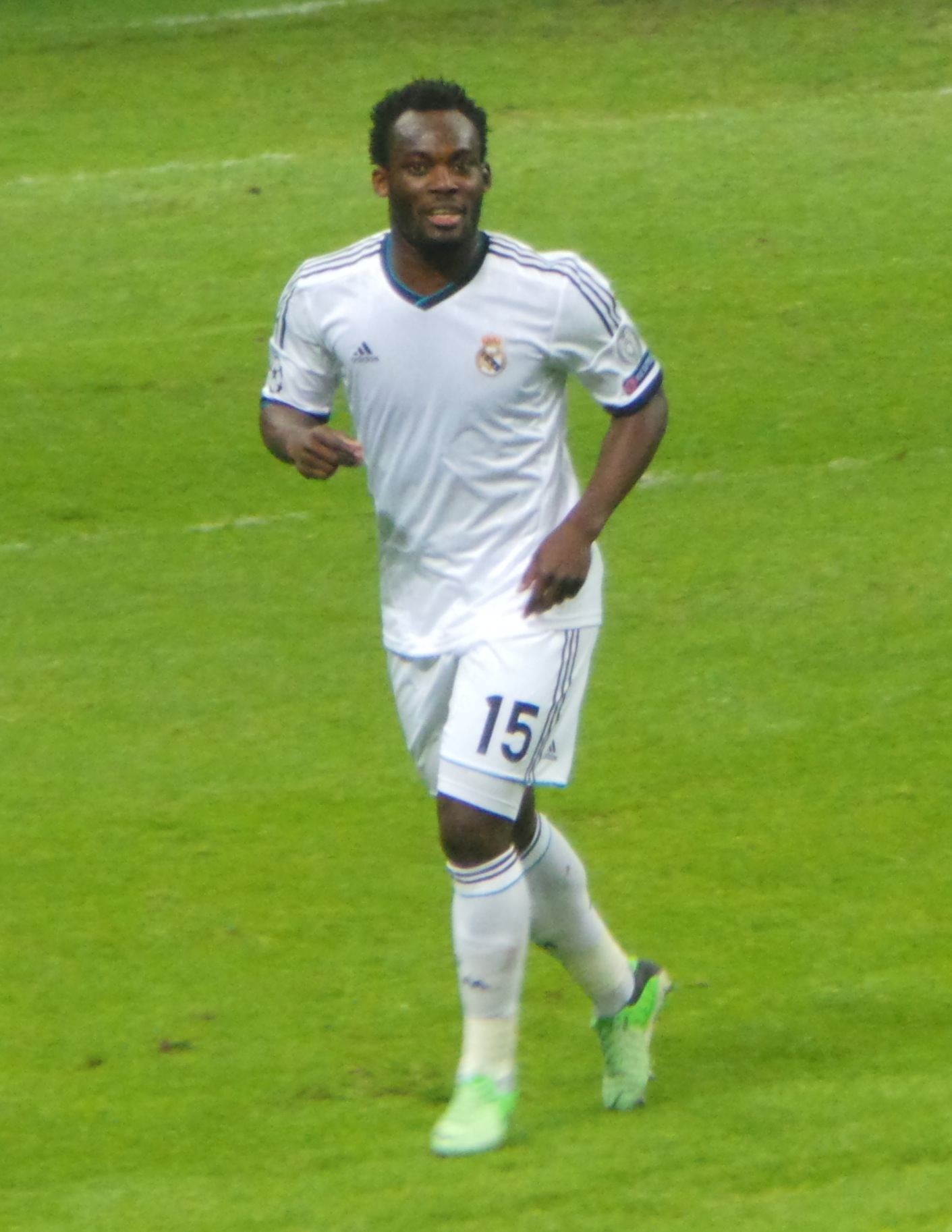
Essien con la maglia del Real Madrid

Nel luglio 2011, durante un allenamento nel ritiro precampionato della stagione 2011-2012, subisce nuovamente un infortunio (legamento crociato anteriore del ginocchio destro) che lo terrà fuori dal rettangolo verde per sei mesi.

#### Real Madrid
Il 31 agosto 2012, ultimo giorno della sessione estiva di calciomercato, passa in prestito al Real Madrid dove ritrova José Mourinho, suo allenatore ai primi tempi del Chelsea. Alla conferenza stampa di presentazione ha dichiarato: «Daddy mi ha chiamato ed eccomi qua. È così che lo considero. Mi ha portato al Chelsea, ci capiamo al volo, quello è il termine più appropriato".» Il 3 novembre 2012, alla decima giornata di campionato, realizza all'89' minuto il suo primo gol con la maglia dei Merengue, andando a segno nella vittoria casalinga per 4-0 contro il Real Saragozza. Finita la stagione torna al Chelsea, come anche lo stesso Mourinho.

#### Milan
Il 27 gennaio 2014 si trasferisce a titolo definitivo al Milan, in Serie A, firmando un contratto fino al 30 giugno 2015. Sceglie la maglia numero 15, indossata per la prima volta l'8 febbraio seguente, nel corso della partita esterna persa per 3-1 contro il Napoli. In un anno e mezzo colleziona in tutto 22 presenze.

#### Panathinaikos
Dal 1º luglio 2015 passa a parametro zero al Panathinaikos, in Grecia, firmando un contratto biennale fino al 30 giugno 2017. Segna il primo gol per la nuova squadra il 24 gennaio 2016, nella vittoria esterna per 2-0 contro il Levadiakos. Lasciato fuori rosa all'inizio della stagione 2016-17, in settembre rescinde il contratto di comune accordo con la società.

#### Persib Bandung, Səbail e Nordsjælland
Il 13 marzo 2017 si accorda con gli indonesiani del Persib Bandung, firmando un contratto valido fino alla fine della stagione, con un'opzione per la stagione successiva. Il successivo 22 aprile segna, su colpo di testa, il suo primo gol in campionato, nel pareggio per 2-2 contro il PS TNI.
Il 16 marzo 2019 firma un contratto annuale con gli azeri del Səbail Futbol Klubu, di cui diventa anche collaboratore tecnico della squadra Under-19.
Il 30 giugno 2020 diviene assistente tecnico della squadra giovanile del Nordsjælland.

### Nazionale
Nel 1999 partecipa con la nazionale ghanese Under-17 al Mondiale di categoria in Nuova Zelanda, dove disputa 5 incontri, e nel 2001 alla Meridian Cup, dove gioca 4 partite.
Partecipa i Mondiali Under-20 del 2001 contribuendo, con 7 presenze e un gol (nella prima partita del girone vinta 2-1 contro il Paraguay), al raggiungimento del secondo posto alle spalle dei padrini di casa dell'Argentina.
Con la nazionale maggiore ghanese esordisce il 4 gennaio 2002 in amichevole contro l'Egitto pochi giorni prima di prendere parte alla Coppa d'Africa 2002. Successivamente disputa da titolare i Mondiali di Germania 2006, arrivando fino agli ottavi di finale (partita non giocata da Essien perché squalificato), e la Coppa d'Africa 2008 contribuendo a portare il Ghana al terzo posto. Nel corso del torneo Essien segna due gol: il primo nell'ultima partita della fase a gironi contro il Marocco e il secondo, di testa, nei quarti di finale contro la Nigeria dove è anche capitano dopo l'espulsione di John Mensah; viene inoltre inserito nella formazione ideale della manifestazione.
Nel settembre 2008, durante la partita di qualificazione ai Mondiali 2010 tra la sua nazionale e la Libia, si procura la rottura del legamento crociato anteriore che lo costringe a un'operazione di ricostruzione e a un periodo di lungo stop fino al marzo 2009. Il 27 maggio del 2010 la Federcalcio ghanese annuncia che Essien non parteciperà ai Mondiali in Sudafrica a causa di un infortunio al ginocchio che lo ha tenuto lontano dai campi di gioco fin da gennaio.
Il 6 giugno 2014 gioca la partita contro gli Stati Uniti, persa dal Ghana per 2-1 e valevole per la fase a gironi dei Mondiali del 2014.

## Statistiche

### Presenze e reti nei club
Statistiche aggiornate al 9 settembre 2020.
| Stagione        | Squadra         | Campionato      | Campionato | Campionato | Coppe nazionali | Coppe nazionali | Coppe nazionali | Coppe continentali | Coppe continentali | Coppe continentali | Altre coppe | Altre coppe | Altre coppe | Totale | Totale |
| Stagione        | Squadra         | Comp            | Pres       | Reti       | Comp            | Pres            | Reti            | Comp               | Pres               | Reti               | Comp        | Pres        | Reti        | Pres   | Reti   |
| --------------- | --------------- | --------------- | ---------- | ---------- | --------------- | --------------- | --------------- | ------------------ | ------------------ | ------------------ | ----------- | ----------- | ----------- | ------ | ------ |
| 2000-2001       | Bastia          | D1              | 13         | 1          | CF+CdL          | 2+0             | 0               | -                  | -                  | -                  | -           | -           | -           | 15     | 1      |
| 2001-2002       | Bastia          | D1              | 24         | 4          | CF+CdL          | 4+2             | 0+1             | CI                 | 0                  | 0                  | -           | -           | -           | 30     | 5      |
| 2002-2003       | Bastia          | L1              | 29         | 6          | CF+CdL          | 1+1             | 0               | -                  | -                  | -                  | -           | -           | -           | 31     | 6      |
| Totale Bastia   | Totale Bastia   | Totale Bastia   | 66         | 11         |                 | 10              | 1               |                    | -                  | -                  |             | -           | -           | 76     | 12     |
| 2003-2004       | O. Lione        | L1              | 34         | 3          | CF+CdL          | 2+1             | 0               | UCL                | 8                  | 0                  | SF          | 1           | 1           | 46     | 4      |
| 2004-2005       | O. Lione        | L1              | 37         | 4          | CF+CdL          | 2+0             | 0               | UCL                | 10                 | 5                  | SF          | 1           | 0           | 50     | 9      |
| Totale O. Lione | Totale O. Lione | Totale O. Lione | 71         | 7          |                 | 5               | 0               |                    | 18                 | 5                  |             | 2           | 1           | 96     | 13     |
| 2005-2006       | Chelsea         | PL              | 31         | 2          | FACup+CdL       | 4+1             | 0               | UCL                | 6                  | 0                  | -           | -           | -           | 42     | 2      |
| 2006-2007       | Chelsea         | PL              | 33         | 2          | FACup+CdL       | 5+6             | 1+1             | UCL                | 10                 | 2                  | CS          | 1           | 0           | 55     | 6      |
| 2007-2008       | Chelsea         | PL              | 27         | 6          | FACup+CdL       | 2+4             | 0               | UCL                | 12                 | 0                  | CS          | 1           | 0           | 46     | 6      |
| 2008-2009       | Chelsea         | PL              | 11         | 1          | FACup+CdL       | 3+0             | 0               | UCL                | 5                  | 2                  | -           | -           | -           | 19     | 3      |
| 2009-2010       | Chelsea         | PL              | 14         | 3          | FACup+CdL       | 0+1             | 0               | UCL                | 6                  | 1                  | CS          | 1           | 0           | 22     | 4      |
| 2010-2011       | Chelsea         | PL              | 33         | 3          | FACup+CdL       | 2+0             | 0               | UCL                | 8                  | 1                  | CS          | 1           | 0           | 44     | 4      |
| 2011-2012       | Chelsea         | PL              | 14         | 0          | FACup+CdL       | 3+0             | 0               | UCL                | 2                  | 0                  | -           | -           | -           | 19     | 0      |
| 2012-2013       | Real Madrid     | PD              | 21         | 2          | CR              | 7               | 0               | UCL                | 7                  | 0                  | -           | -           | -           | 35     | 2      |
| 2013-gen. 2014  | Chelsea         | PL              | 5          | 0          | FACup+CdL       | 1+3             | 0               | UCL                | -                  | -                  | SU          | 0           | 0           | 9      | 0      |
| Totale Chelsea  | Totale Chelsea  | Totale Chelsea  | 168        | 17         |                 | 35              | 2               |                    | 49                 | 6                  |             | 4           | 0           | 256    | 25     |
| gen.-giu. 2014  | Milan           | A               | 7          | 0          | CI              | -               | -               | UCL                | 2                  | 0                  | -           | -           | -           | 9      | 0      |
| 2014-2015       | Milan           | A               | 13         | 0          | CI              | 0               | 0               | -                  | -                  | -                  | -           | -           | -           | 13     | 0      |
| Totale Milan    | Totale Milan    | Totale Milan    | 20         | 0          |                 | 0               | 0               |                    | 2                  | 0                  |             | -           | -           | 22     | 0      |
| 2015-2016       | Panathīnaïkos   | SL              | 12         | 1          | CG              | 3               | 0               | UCL+UEL            | 0                  | 0                  | -           | -           | -           | 15     | 1      |
| 2017            | Persib          | SL              | 29         | 5          | -               | -               | -               | -                  | -                  | -                  | -           | -           | -           | 29     | 5      |
| 2018-2019       | Səbail          | PL              | 4          | 0          | AK              | 0               | 0               | -                  | -                  | -                  | -           | -           | -           | 4      | 0      |
| 2019-2020       | Səbail          | PL              | 10         | 0          | AK              | 0               | 0               | UEL                | 1                  | 0                  | -           | -           | -           | 11     | 0      |
| Totale Səbail   | Totale Səbail   | Totale Səbail   | 14         | 0          |                 | 0               | 0               |                    | 1                  | 0                  |             | -           | -           | 15     | 0      |
| Totale carriera | Totale carriera | Totale carriera | 401        | 43         |                 | 60              | 3               |                    | 77                 | 11                 |             | 6           | 1           | 544    | 58     |

### Cronologia presenze e reti in nazionale
| Cronologia completa delle presenze e delle reti in nazionale ― Ghana | Cronologia completa delle presenze e delle reti in nazionale ― Ghana | Cronologia completa delle presenze e delle reti in nazionale ― Ghana | Cronologia completa delle presenze e delle reti in nazionale ― Ghana | Cronologia completa delle presenze e delle reti in nazionale ― Ghana | Cronologia completa delle presenze e delle reti in nazionale ― Ghana | Cronologia completa delle presenze e delle reti in nazionale ― Ghana | Cronologia completa delle presenze e delle reti in nazionale ― Ghana |
| Data                                                                 | Città                                                                | In casa                                                              | Risultato                                                            | Ospiti                                                               | Competizione                                                         | Reti                                                                 | Note                                                                 |
| -------------------------------------------------------------------- | -------------------------------------------------------------------- | -------------------------------------------------------------------- | -------------------------------------------------------------------- | -------------------------------------------------------------------- | -------------------------------------------------------------------- | -------------------------------------------------------------------- | -------------------------------------------------------------------- |
| 4-1-2002                                                             | Ismailia                                                             | Egitto                                                               | 2 – 0                                                                | Ghana                                                                | Amichevole                                                           | -                                                                    |                                                                      |
| 21-1-2002                                                            | Ségou                                                                | Marocco                                                              | 0 – 0                                                                | Ghana                                                                | Coppa d'Africa 2002 - 1º turno                                       | -                                                                    |                                                                      |
| 24-1-2002                                                            | Ségou                                                                | Sudafrica                                                            | 0 – 0                                                                | Ghana                                                                | Coppa d'Africa 2002 - 1º turno                                       | -                                                                    |                                                                      |
| 17-5-2002                                                            | Lubiana                                                              | Slovenia                                                             | 2 – 0                                                                | Ghana                                                                | Amichevole                                                           | -                                                                    |                                                                      |
| 30-3-2003                                                            | Radès                                                                | Ghana                                                                | 3 – 3 (10 – 9 dtr)                                                   | Madagascar                                                           | Four Nations Tournament - Finale 3º-4º posto                         | -                                                                    |                                                                      |
| 16-11-2003                                                           | Accra                                                                | Somalia                                                              | 0 – 5                                                                | Ghana                                                                | Qual. Mondiali 2006                                                  | -                                                                    |                                                                      |
| 5-6-2004                                                             | Ouagadougou                                                          | Burkina Faso                                                         | 1 – 0                                                                | Ghana                                                                | Qual. Mondiali 2006                                                  | -                                                                    |                                                                      |
| 20-6-2004                                                            | Kumasi                                                               | Ghana                                                                | 3 – 0                                                                | Sudafrica                                                            | Qual. Mondiali 2006                                                  | -                                                                    |                                                                      |
| 3-7-2004                                                             | Kampala                                                              | Uganda                                                               | 1 – 1                                                                | Ghana                                                                | Qual. Mondiali 2006                                                  | -                                                                    |                                                                      |
| 3-9-2004                                                             | Kumasi                                                               | Ghana                                                                | 2 – 0                                                                | Capo Verde                                                           | Qual. Mondiali 2006                                                  | 1                                                                    |                                                                      |
| 10-10-2004                                                           | Kumasi                                                               | Ghana                                                                | 0 – 0                                                                | RD del Congo                                                         | Qual. Mondiali 2006                                                  | -                                                                    |                                                                      |
| 18-6-2005                                                            | Johannesburg                                                         | Sudafrica                                                            | 0 – 2                                                                | Ghana                                                                | Qual. Mondiali 2006                                                  | 1                                                                    |                                                                      |
| 4-9-2005                                                             | Kumasi                                                               | Ghana                                                                | 2 – 0                                                                | Uganda                                                               | Qual. Mondiali 2006                                                  | -                                                                    |                                                                      |
| 8-10-2005                                                            | Praia                                                                | Capo Verde                                                           | 0 – 4                                                                | Ghana                                                                | Qual. Mondiali 2006                                                  | 1                                                                    |                                                                      |
| 2-3-2006                                                             | Frisco                                                               | Messico                                                              | 1 – 0                                                                | Ghana                                                                | Amichevole                                                           | -                                                                    |                                                                      |
| 26-5-2006                                                            | Bochum                                                               | Turchia                                                              | 1 – 1                                                                | Ghana                                                                | Amichevole                                                           | -                                                                    |                                                                      |
| 29-5-2006                                                            | Leicester                                                            | Giamaica                                                             | 0 – 4                                                                | Ghana                                                                | Amichevole                                                           | -                                                                    |                                                                      |
| 4-6-2006                                                             | Edimburgo                                                            | Ghana                                                                | 3 – 1                                                                | Corea del Sud                                                        | Amichevole                                                           | 1                                                                    |                                                                      |
| 12-6-2006                                                            | Hannover                                                             | Italia                                                               | 2 – 0                                                                | Ghana                                                                | Mondiali 2006 - 1º turno                                             | -                                                                    |                                                                      |
| 17-6-2006                                                            | Colonia                                                              | Rep. Ceca                                                            | 0 – 2                                                                | Ghana                                                                | Mondiali 2006 - 1º turno                                             | -                                                                    |                                                                      |
| 22-6-2006                                                            | Norimberga                                                           | Ghana                                                                | 2 – 1                                                                | Stati Uniti                                                          | Mondiali 2006 - 1º turno                                             | -                                                                    |                                                                      |
| 15-8-2006                                                            | Londra                                                               | Ghana                                                                | 2 – 0                                                                | Togo                                                                 | Amichevole                                                           | -                                                                    |                                                                      |
| 4-10-2006                                                            | Yokohama                                                             | Giappone                                                             | 0 – 1                                                                | Ghana                                                                | Amichevole                                                           | -                                                                    |                                                                      |
| 8-10-2006                                                            | Seul                                                                 | Corea del Sud                                                        | 1 – 3                                                                | Ghana                                                                | Amichevole                                                           | 1                                                                    |                                                                      |
| 14-11-2006                                                           | Londra                                                               | Australia                                                            | 1 – 1                                                                | Ghana                                                                | Amichevole                                                           | -                                                                    |                                                                      |
| 6-2-2007                                                             | Londra                                                               | Nigeria                                                              | 1 – 4                                                                | Ghana                                                                | Amichevole                                                           | -                                                                    |                                                                      |
| 21-8-2007                                                            | Londra                                                               | Ghana                                                                | 1 – 1                                                                | Senegal                                                              | Amichevole                                                           | -                                                                    |                                                                      |
| 8-9-2007                                                             | Rouen                                                                | Ghana                                                                | 2 – 0                                                                | Marocco                                                              | Amichevole                                                           | -                                                                    |                                                                      |
| 11-9-2007                                                            | Riyad                                                                | Arabia Saudita                                                       | 5 – 0                                                                | Ghana                                                                | Amichevole                                                           | -                                                                    |                                                                      |
| 18-11-2007                                                           | Accra                                                                | Ghana                                                                | 2 – 0                                                                | Togo                                                                 | Amichevole                                                           | -                                                                    |                                                                      |
| 21-11-2007                                                           | Accra                                                                | Ghana                                                                | 4 – 2                                                                | Benin                                                                | Amichevole                                                           | -                                                                    |                                                                      |
| 20-1-2008                                                            | Accra                                                                | Ghana                                                                | 2 – 1                                                                | Guinea                                                               | Coppa d'Africa 2008 - 1º turno                                       | -                                                                    |                                                                      |
| 24-1-2008                                                            | Accra                                                                | Ghana                                                                | 1 – 0                                                                | Namibia                                                              | Coppa d'Africa 2008 - 1º turno                                       | -                                                                    |                                                                      |
| 28-1-2008                                                            | Accra                                                                | Ghana                                                                | 2 – 0                                                                | Marocco                                                              | Coppa d'Africa 2008 - 1º turno                                       | 1                                                                    |                                                                      |
| 3-2-2008                                                             | Accra                                                                | Ghana                                                                | 2 – 1                                                                | Nigeria                                                              | Coppa d'Africa 2008 - Quarti di finale                               | 1                                                                    |                                                                      |
| 7-2-2008                                                             | Accra                                                                | Ghana                                                                | 0 – 1                                                                | Camerun                                                              | Coppa d'Africa 2008 - Semifinale                                     | -                                                                    |                                                                      |
| 9-2-2008                                                             | Kumasi                                                               | Ghana                                                                | 4 – 2                                                                | Costa d'Avorio                                                       | Coppa d'Africa 2008 - Finale 3º posto                                | -                                                                    |                                                                      |
| 26-3-2008                                                            | Londra                                                               | Ghana                                                                | 1 – 2                                                                | Messico                                                              | Amichevole                                                           | 1                                                                    |                                                                      |
| 1-6-2008                                                             | Kumasi                                                               | Ghana                                                                | 3 – 0                                                                | Libia                                                                | Qual. Mondiali 2010                                                  | -                                                                    |                                                                      |
| 8-6-2008                                                             | Bloemfontein                                                         | Lesotho                                                              | 2 – 3                                                                | Ghana                                                                | Qual. Mondiali 2010                                                  | -                                                                    |                                                                      |
| 14-6-2008                                                            | Libreville                                                           | Gabon                                                                | 2 – 0                                                                | Ghana                                                                | Qual. Mondiali 2010                                                  | -                                                                    |                                                                      |
| 22-6-2008                                                            | Accra                                                                | Ghana                                                                | 2 – 0                                                                | Gabon                                                                | Qual. Mondiali 2010                                                  | -                                                                    |                                                                      |
| 5-9-2008                                                             | Tripoli                                                              | Libia                                                                | 1 – 0                                                                | Ghana                                                                | Qual. Mondiali 2010                                                  | -                                                                    |                                                                      |
| 29-3-2009                                                            | Kumasi                                                               | Ghana                                                                | 1 – 0                                                                | Benin                                                                | Qual. Mondiali 2010                                                  | -                                                                    |                                                                      |
| 7-6-2009                                                             | Bamako                                                               | Mali                                                                 | 0 – 2                                                                | Ghana                                                                | Qual. Mondiali 2010                                                  | -                                                                    |                                                                      |
| 20-6-2009                                                            | Omdurman                                                             | Sudan                                                                | 0 – 2                                                                | Ghana                                                                | Qual. Mondiali 2010                                                  | -                                                                    |                                                                      |
| 12-8-2009                                                            | Londra                                                               | Zambia                                                               | 1 – 4                                                                | Ghana                                                                | Amichevole                                                           | -                                                                    |                                                                      |
| 6-9-2009                                                             | Accra                                                                | Ghana                                                                | 2 – 0                                                                | Sudan                                                                | Qual. Mondiali 2010                                                  | 1                                                                    |                                                                      |
| 9-9-2009                                                             | Utrecht                                                              | Giappone                                                             | 4 – 3                                                                | Ghana                                                                | Amichevole                                                           | -                                                                    |                                                                      |
| 11-10-2009                                                           | Cotonou                                                              | Benin                                                                | 1 – 0                                                                | Ghana                                                                | Qual. Mondiali 2010                                                  | -                                                                    |                                                                      |
| 15-11-2009                                                           | Kumasi                                                               | Ghana                                                                | 2 – 2                                                                | Mali                                                                 | Qual. Mondiali 2010                                                  | -                                                                    |                                                                      |
| 15-1-2010                                                            | Cabinda                                                              | Costa d'Avorio                                                       | 3 – 1                                                                | Ghana                                                                | Coppa d'Africa 2010 - 1º turno                                       | -                                                                    |                                                                      |
| 3-6-2011                                                             | Accra                                                                | Ghana                                                                | 3 – 1                                                                | Rep. del Congo                                                       | Qual. Coppa d'Africa 2012                                            | -                                                                    |                                                                      |
| 6-9-2013                                                             | Kumasi                                                               | Ghana                                                                | 2 – 1                                                                | Zambia                                                               | Qual. Mondiali 2014                                                  | -                                                                    |                                                                      |
| 15-10-2013                                                           | Kumasi                                                               | Ghana                                                                | 6 – 1                                                                | Egitto                                                               | Qual. Mondiali 2014                                                  | -                                                                    |                                                                      |
| 19-11-2013                                                           | Il Cairo                                                             | Egitto                                                               | 2 – 1                                                                | Ghana                                                                | Qual. Mondiali 2014                                                  | -                                                                    |                                                                      |
| 5-3-2014                                                             | Podgorica                                                            | Montenegro                                                           | 1 – 0                                                                | Ghana                                                                | Amichevole                                                           | -                                                                    |                                                                      |
| 31-5-2014                                                            | Rotterdam                                                            | Paesi Bassi                                                          | 1 – 0                                                                | Ghana                                                                | Amichevole                                                           | -                                                                    |                                                                      |
| 16-6-2014                                                            | Natal                                                                | Ghana                                                                | 1 – 2                                                                | Stati Uniti                                                          | Mondiali 2014 - 1º turno                                             | -                                                                    |                                                                      |
| Totale                                                               |                                                                      | Presenze                                                             | 59                                                                   |                                                                      | Reti                                                                 | 9                                                                    |                                                                      |

## Palmarès

### Club

#### Competizioni nazionali
- Campionato francese: 2

Lione: 2003-2004, 2004-2005
- Supercoppa francese: 2

Lione: 2003, 2004
- Campionato inglese: 2

Chelsea: 2005-2006, 2009-2010
- Coppa di Lega inglese: 1

Chelsea: 2006-2007
- Coppa d'Inghilterra: 4

Chelsea: 2006-2007, 2008-2009, 2009-2010, 2011-2012
- Community Shield: 1

Chelsea: 2009

#### Competizioni internazionali
- UEFA Champions League: 1

Chelsea: 2011-2012

### Individuale
- Trophées UNFP du football: 3

Squadra ideale della Ligue 1: 2003, 2005
Miglior giocatore della Ligue 1: 2005
- BBC African Footballer of the Year: 1

2006
- Best XI della Coppa d'Africa: 1

2008